# Hans Wulz (General)
Hans Wulz (* 1. Oktober 1893 in Neubreisach, Elsass; † 10. Dezember 1975 in Ost-Berlin) war ein deutscher Offizier, zuletzt Generalmajor der NVA.

## Leben
Als Sohn eines Offiziers schlug er nach dem Besuch der Volksschule und des Gymnasiums die Offizierslaufbahn ein. Er trat 1912 als Fahnenjunker in das Hohenzollernsche Fußartillerie-Regiment Nr. 13 der Preußischen Armee ein. Am 12. Februar 1914 erfolgte die Ernennung zum Leutnant mit Offizierspatent zum 19. Dezember 1912. Er nahm am Ersten Weltkrieg teil. Am 18. April 1917 erfolgte die Beförderung zum Oberleutnant. Für seine Leistungen wurde Wulz mit beiden Klassen des Eisernen Kreuzes, dem Ritterkreuz des Württembergischen Militärverdienstordens, dem Eisernen Halbmond sowie dem Militärorden für Tapferkeit IV. Klasse II. Stufe ausgezeichnet.
Nach Kriegsende in die Reichswehr übernommen, diente er u. a. als Aufsichtsoffizier an verschiedenen Artillerieschulen und als Batteriechef eines Artillerie-Regiments im Range eines Hauptmanns (1924) und Major (1934). Wulz setzte seine Militärkarriere auch in der Wehrmacht fort, kommandierte mehrere Bataillone als Oberstleutnant und wurde als Oberst zunächst als Abteilungsleiter im Oberkommando des Heeres (OKH), danach ab März 1942 als Kommandeur des Artillerie-Regiments 35 der 35. Infanterie-Division. Ein halbes Jahr später wurde er Artilleriekommandeur 144; in dieser Position wurde Wulz am 1. November 1942 zum Generalmajor ernannt und erhielt am 25. Januar 1943 das Deutsche Kreuz in Gold.
Im gleichen Monat geriet Wulz in Stalingrad in sowjetische Kriegsgefangenschaft, die er im Kriegsgefangenenlager 5110/48 Woikowo bei Iwanowo und im Sonderlager Lunjewo verbrachte. Kurz darauf trat er dem Bund Deutscher Offiziere bei.
1948 kehrte er nach Deutschland zurück und trat am 14. September 1948 in die Deutsche Volkspolizei (DVP) ein. Er fungierte von 1948 bis 1949 als stellvertretender Leiter der Höheren Polizeischule der DVdI, war vom 15. September 1949 bis 15. Oktober 1949 als Chefinspekteur (Ernennung zum Chefinspekteur am 22. September 1948) Stellvertreter Allgemein des Leiters der Verwaltung Schulung der DVdI, vom 15. Oktober 1949 bis 1. Oktober 1950 Stellvertreter Allgemein der Hauptverwaltung für Ausbildung (HVA) des Ministeriums des Innern (DDR) (MdI) und von 1950 bis 1952 Leiter der Abteilung Inspektion beim Stab der HVA. 1951 wurde er Mitglied der SED.
Am 1. Oktober 1952 erfolgte seine Ernennung zum Generalmajor und zum Chef der Verwaltung Artillerieversorgung der KVP. Er war damit einer der ersten Generäle der DDR. Vom 1. Dezember 1955 bis 28. März 1956 war er Chef des Standortbereiches Berlin der KVP, dann nach Gründung der Nationalen Volksarmee (NVA) vom 29. März 1956 bis 30. September 1958 Leiter der Standortkommandantur Berlin. Er schied 1958 als letzter Wehrmachtsgeneral aus der NVA aus und war dann als Mitglied des Vorstandes der Arbeitsgemeinschaft ehemaliger Offiziere der DDR (AeO) tätig.
Sein einziger Sohn Hans-Rudolf starb 1945 als 23-jähriger Leutnant in sowjetischer Kriegsgefangenschaft in Grjasowez.

## Auszeichnungen (Auswahl)
- Kriegsverdienstkreuz 1. und 2. Klasse mit Schwertern
- 30. Juni 1955 Vaterländischer Verdienstorden in Bronze
- Kampforden „Für Verdienste um Volk und Vaterland“ in Silber